# Mónica de Rivas
Mónica de Rivas (Málaga, 8 de abril) es una ilustradora española que trabaja a nivel internacional y con clientes de todo el mundo, en el ámbito de la ilustración.

## Biografía
Sus ilustraciones llegan a adultos y a niños, ya que están llenas de imaginación, surrealismo y realidad.
Utilizaba técnicas como el grafito, lápiz de color, gouache, óleo o técnicas mixtas, pero ahora sólo utiliza la técnica digital.
Inicialmente trabajó las técnicas de pintura al óleo y el dibujo, y posteriormente realizó una inmersión en la ilustración donde continúa su obra con técnicas digitales.
Se formó en la Escuela de Arte y Diseño San Telmo de Málaga.
En 2014 realizó el folleto e infografía del Jardín Botánico La Concepción de Málaga.
En 2015 ilustró Agujetas en las alas y 88 razones para seguir volando, un libro de pequeñas historias, escrito por el cuentacuentos, monologuista, actor y presentador Dani Rovira. Publicado por la editorial Aguilar, sello de Penguin Random House Grupo Editorial.
En 2016 colaboró con la productora y distribuidora de cine Filmax. Ilustración realizada para el calendario 2017 de la película 100 Metros, dirigida por Marcel Barrena. Trabajó en el calendario junto a otros ilustradores como Ricardo Cavolo, Alfonso Casas o María Herreros.
En 2018 ilustró Las feministas queremos, manual ilustrado. Escrito por Isabel Mastrodoménico, directora de la Agencia Comunicación y Género, por una comunicación igualitaria, responsable y con perspectiva de género.
En 2018 ilustró la portada de Scrappy Church, el nuevo libro de Thom S. Rainer, presidente y director ejecutivo de LifeWay Christian Resources, una entidad de la Convención Bautista del Sur en Nashville, Tennessee, Estados Unidos. Autor de varios Best Sellers. Publicado en Estados Unidos por la editorial B&H Publishing, LifeWay Christian Resources.

Es representada en todo el mundo por la agencia de ilustración Astound US, ubicada en el distrito de Manhattan de la ciudad de Nueva York y ubicada también en Londres. Es la mejor agencia de ilustración de libros infantiles y juveniles contemporáneos y con licencias y arte comercial de todo el mundo. Su representante es la agente Nicole Mendelsohn, que gestiona todas los proyectos aceptados por la ilustradora, incluida la negociación de contratos y facturación. Y le ayuda a desarrollar su potfolio para adaptarse a los requisitos y tendencias de la industria. 2018

## Obras

### Libros
- Agujetas en las alas y 88 razones para seguir volando, Aguilar, Penguin Random House Grupo Editorial, texto de Dani Rovira, 2015.

- Las feministas queremos, Editorial / Lo que no existe, texto de Isabel Mastrodómenico, 2018.

- Scrappy Church, B&H Publishing, LifeWay Christian Resources, texto de Thom S. Rainer, 2018.

### Diseño e Ilustración
- Folleto e infografía del Jardín Botánico La Concepción de Málaga, junto a otros dos diseñadores e ilustradores, 2014.

- Ilustración calendario de la película 100 Metros de Marcel Barrena, productora y distribuidora de cine Filmax, junto a otros diseñadores e ilustradores, 2016.